# 彼得·納茨
彼得·納茨（荷蘭語：Pieter Nuyts，其姓氏荷蘭文獻亦有寫做、等同音字，1598年—1655年12月11日），又譯彼得·奴易茲、彼得老伊、努易茲，台灣荷蘭統治時期東印度公司第3任台灣長官，與其6歲的長子勞倫斯（荷蘭語：Laurens Nuyts）為濱田彌兵衛事件被劫持的當事者。

## 生平
1598年生於荷蘭共和國澤蘭省米德爾堡。
就讀於萊登大學取得博士學位。

### 澳洲探勘
搭乘荷蘭船艦母獅號（荷蘭語：Leeuwin (schip, 1621)），於1622年三月抵達澳洲西南角探勘與地圖測繪，為首次抵達此地的西方船隻紀錄，現今澳洲西南角仍以船名稱為露紋角（Cape Leeuwin），為三大海岬之一。
1626年進入荷蘭東印度公司任職，被視為明日之星。
1626年5月11日，帶著4歲的長子勞倫斯（荷蘭語：Laurens Nuyts），搭乘荷蘭東印度公司船艦金海馬號，由阿姆斯特丹啟航。此行並未依照一般正常航線前往巴達維亞總部，而是續往東航行繞去澳洲南海岸探勘，在1627年1月抵達澳洲西南角露紋角，測繪與納茨群島之間，1800公里長的澳洲南岸海岸線。納茨為艦上最高階長官，現今澳洲南岸仍留存一些以納茨為名的地名與植物名。

### 第三任台灣長官與出使日本
1627年4月10日搭乘金海馬號抵達巴達維亞。
荷蘭在日本的貿易獲利頗豐，此前荷蘭東印度公司佔領台灣之後，1625年起，大員當局開始向來台灣的日本商人課徵貨物輸出稅，但日本人較荷蘭人早來台從事貿易活動，且荷蘭貨物輸入日本享有免稅優惠，因此日本人拒絕向荷蘭人納稅，雙方因此發生糾紛。日本商人購得的一批生絲，因拒絕納稅而遭大員當局沒收，雙方關係更形惡化。日本貿易商不斷向幕府投訴荷蘭人在台的蠻橫，導致日本平戶荷蘭商館對日貿易受到嚴重影響。
完成澳洲航行，抵達巴達維亞16天後，卡本特總督任命努易茲為新任台灣長官，並擔任日本特使以求解決荷日貿易問題，努易茲婉拒任命仍被強迫就任。總督訓令其必須對日宣示與堅持台灣主權屬於公司，是荷蘭共和國不可分割的領土，不容外國染指。努易茲5月12日啟程，6月28日抵達台灣接管公司業務，延續前任長官政策，頒布驅逐留日華商（或海盜）、禁止日本人上岸、禁止原住民及漢人出售商品給日本人等措施，以及禁止鹿皮輸出、村社居住許可證、禁止海盜居住村社等禁令，引起原住民、日人、漢人的不滿。7月24日出發前往日本向江戶幕府貿易談判。此時在台灣與大員當局及前幾任長官素有糾紛的日本朱印船船長濱田彌兵衛，荷蘭人懷疑是由葡萄牙人或在日漢人慫恿，得知努易茲前往日本貿易談判，擔心對其在台利益有損，必須反制，於是利用新港社對荷蘭人占用土地、不協助對抗敵對部落麻豆社的不滿，帶領頭目理加、社眾、漢人通事等一行十六人秘密尾隨努易茲回到日本。努易茲8月1日抵達平戶，10月1日抵達江戶。努易茲在日本受到種種阻撓。濱田商船所屬貿易商長崎代官末次平藏關說將軍幕僚出兵佔領台灣，極力阻撓荷蘭人與將軍會面，並將新港社一行十六人以「高山國使節團」把台灣獻給將軍請求保護的名義，求見幕府德川家光。努易茲反駁新港社一行十六人為荷蘭的臣民，所以不是使節。努易茲留滯江戶37天，到處碰壁無法與將軍會面，也被閣老們拒之門外，嫌棄其國書格式無禮，僅為公司員工並非國王使節（日人不解荷蘭為共和國並無國王，也不解東印度公司是國家特許跨國公司），又接到台灣有漢人海盜作亂的報告，無奈只好於11月8日離開江戶，12月24日返抵台灣。將軍德川家光12月12日接見頭目理加，理加獻上供品而將軍賞賜禮物與銀錠，但拒絕理加獻上台灣給予保護的請求。
努易茲返回大員後，新港、灣裏、麻豆、蕭壠等四社聯合前來催討公司繳交年租，因為公司住在他們土地上。努易茲拒絕，並回答如果他們都像以前新港人在村社建造房屋給公司使用（進駐10–12名士兵），才會照付以花布給付的年租。
此四社居民又聯合「要求」讓他們協助公司去「佔領」拉美島（即金獅島，今屏東小琉球島），社眾只要求獵捕人頭，該島及所有財產可歸公司。努易茲敷衍社眾請求，也不見任何作為與後續。
1628年2月，在魍港泊船上岸汲水的荷蘭人遭殺害。

### 濱田彌兵衛事件
1627年10月，努易茲出使日本期間，留守大員的司令官德·韋特（即前任台灣長官）派出商船出航前往明朝貿易，海軍也以取得與明朝通商權為交換，派出五艘軍艦與明國官方合作前往攻擊海盜鄭芝龍，但反遭鄭芝龍號稱千艘海盜船擊退，敗退往巴達維亞，商船及貨品遭俘虜。到1628年春天，整個中國海岸遭鄭芝龍佔據。此時台灣無海軍艦艇駐防，只餘三百多人駐守，無力抵抗攻擊。納茨在1628年3月，連續收到平戶荷蘭商館幾封急信警告，說長崎代官平藏殿在大阪雇用100名士兵，有3艘日本帆船將運送士兵、武器，據聞他們企圖替幕府將軍佔領福爾摩沙，提醒千萬小心警備。果然4月上旬濱田彌兵衛再度率船來台，同行者共四百七十名，其中包含先前新港社一行十六人。4月27日，濱田駛近大員灣，大員當局派員登船安檢，果然搜出火力異常強大的大量火砲武器及火藥。納茨將搜出的武器及火藥全數扣留，於是軟禁濱田與同行的商人將近一週，新港社一行十六人則以叛國罪遭到監禁，沒收將軍賞賜的禮物與銀錠，直到船隻安檢完成，大量火砲武器拆卸後，才釋放濱田與同行的商人。日本人武力攻取大員的計畫破滅，濱田提出發還武器及火藥、釋放新港社一行十六人、返還將軍禮物與銀錠、提供船隻赴中國福建取貨、將一行人放返日本等要求，努易茲認為應維持與日本友好關係，與日本人分享貿易，便在將情勢以信件報告給巴達維亞與日本平戶荷蘭商館之後，答應濱田的要求。然而漢人船員藉口明國海禁拒絕前往，於是濱田又改稱要前往澎湖，後來又改稱要直接回日本。努易茲主張讓日本人和平離開，然而熱蘭遮城評議會在努易茲的反對下決議拒絕濱田一行與船艦離境，留置他們直到荷蘭海軍與商船從中國沿海返回台灣為止。6月29日，濱田及同行的十多名商人及30名僕人與努易茲會面要求離開台灣，此時只有長官、其6歲的長子勞倫斯、通譯卡隆等三人在場，努易茲告知濱田一行評議會繼續拒絕他們離境的決議，於是擔心再也無法離開台灣的濱田與同行的商人採取武力行動，綁架了努易茲及其子勞倫斯，數十名事先躲藏在各處的武裝日本人闖入長官住處，攻擊中雙方各有死傷，日本人集結了150人，聲稱要與漢人和原住民一起攻陷城堡。後經雙方多次協商，直至7月5日達成協議，釋放努易茲，其子等五人作為人質與濱田於7月7日離台赴日。
但至日本後，日方竟背約將荷蘭人質與船員下獄，並封閉荷蘭在日本平戶的商館，拘禁商館人員，幕府要求巴達維亞總督交出熱蘭遮城或將其破壞，巴達維亞總部感到事態嚴重，遂待1629年夏長官任期期滿，指派普特曼斯接任台灣長官，繼而宣判納茨兩年有期徒刑，以討好江戶幕府。

### 與鄭芝龍貿易協定
在三年長官任期期滿1629年夏被撤職前，1628年9月率船前往福建、廣東沿海貿易，以「東印度議員暨統領福爾摩沙島、台灣城長官」的名義（荷蘭語：raedt van India ende gouverneur over het eijlandt Formosa ende het fort Zeelandia），與由盜轉為官的游擊鄭芝龍（Overste Mandarijn van de provincia van Amoij ende admirael van de Chineesche zee，廈門區總兵、中國海司令）簽訂貿易協定。然而鄭芝龍與納茨的契約交易，其裝滿貨物的船隻，被後來反叛鄭芝龍的前部屬李魁奇劫走。

### 新港社
在此期間有傳言，和一名新港社女子交往，遵照新港人走婚「婚俗」，晚上到家過夜，清晨安靜離開，兩人日後懷有一子。學者懷疑此傳言為其政敵或情敵所捏造。
1629年1月前往新港社，以牧師甘治士名義用酒食款待社中頭人並致贈30塊花布，用權威身分引薦牧師入社，成效顯著。幾天後納茨帶著士兵折返，要來追究新港人叛國罪舊帳，搜捕頭目理加與前往日本的新港人，搜捕沒有結果，下令6天內交出理加，否則開戰，甘治士被帶回熱蘭遮城，淨空公司人員。6天之後，理加並未現身，納茨率領大批士兵原欲火燒新港社，結果村社除少數老人外，空無一人，於是改依當地習俗進行「償物性」懲罰：30頭豬、每戶10捆米稻、起蓋新屋給荷蘭人、摧毀11名冒牌使節團員的房子。

### 麻豆社事件
1629年6月，努易茲待退交接之前，接獲漢人海盜三腳大爺（Sachataija）在麻豆社一帶出沒的線報，6月13日親自率領精兵前往麻豆社一帶剿滅漢人海盜，受到麻豆人熱烈歡迎，在此除尋獲空船和配備外，並無發現任何人影，部隊只能無功而返。麻豆人稱為感謝荷軍剿滅海盜，設宴招待。努易茲先行返回熱蘭遮城，留下參加宴會的荷軍。部隊返回大員時，麻豆人護送隨行，渡灣裏溪（下游漚汪溪，荷蘭人後改稱，為「背叛者或謀殺者之河」，即「刣人溪」之意，為古曾文溪改道前的河道，今將軍溪）時，麻豆人佯稱好意替士兵們扛槍，揹他們渡河。此時一聲號令下，將解除武裝的荷蘭士兵同時翻倒在河中，埋伏在岸邊樹叢的麻豆、蕭壠、灣裏三社聯軍衝出擊殺，除烏奴及漢人通譯外的63名荷軍全遭殲滅。蕭壠社同日也擊殺3名在社內的荷蘭人。三社聯軍同時另派遣戰士前往新港社追擊長官努易茲，在追兵抵達前半小時接獲密報，狼狽逃脫。三社聯軍搗毀赤崁的荷蘭人住屋，牲棚與牲畜，所有荷蘭財產均破壞殆盡。此役造成熱蘭遮城駐軍折損約四成兵力，剩餘駐軍不及100人，且有戰力者不及其中四分之一，大員駐軍岌岌可危。荷蘭人事後調查，認為是在灣裏社的漢人通事鬍鬚仔（或）所密謀。
6月21日，麻豆社慘劇之後8天，東印度公司在3月31日開會決議所指派的第4任台灣長官普特曼斯，連同補充兵力，抵達大員港外，22日上岸。

### 出兵西班牙控制的淡水
7月下旬，派遣3艘軍艦、1艘戎克船進軍西班牙控制的淡水，但遭遇激烈砲擊抵抗而退回大員。

### 撤職下獄引渡日本拘禁
8月初，以麻豆社慘劇、對抗西班牙花費過高與先前日本出使失敗、遭濱田綁架、日本平戶的荷蘭商館遭封閉、日本貿易停滯等案為由，公司高層譴責其瀆職失敗，將其撤職。9月28日離開大員，抵達巴達維亞後，1630年5月遭逮捕下獄，判刑2年。
1632年秋天，納茨被引渡至日本平戶拘禁處置，獲得日本幕府將軍德川家光與閣老們高度滿意，冬天立即下令釋放所有荷蘭人質，並解禁船隻、船貨得以自由貿易，但其子已病死於日本，得年不滿10歲。直到4年後的1636年12月11日，才被公司特使，當時同被綁架的通譯卡隆（後來1644年出任第八任台灣長官），以一座796斤的青銅燭台為禮物將納茨救回（此燭台現仍存於日光東照宮）。

### 返回荷蘭
1637年被公司解除各種職務，遣返荷蘭。
荷蘭與西班牙八十年戰爭在1645年從西班牙取得許爾斯特，之後努易茲擔任澤蘭省三屆市長、兩屆許爾斯特市長。
1655年12月11日逝世，下葬於今荷蘭澤蘭省許爾斯特。

## 內部連結
- 濱田彌兵衛事件
- 荷蘭聯合東印度公司
- 臺灣高中歷史課綱微調案：在2014年2月10日公布的「104課綱」，濱田彌兵衛事件及麻豆社事件在課綱中遭刪除